# جيم أبراهامز
جيم أبراهامز (بالإنجليزية: Jim Abrahams)‏ هو مخرج وكاتب سينمائي أمريكي ولد في 10 مايو 1944 في شوروود ويسكنسن .

## وصلات خارجية
- جيم أبراهامز على موقع IMDb (الإنجليزية)
- جيم أبراهامز على موقع روتن توميتوز (الإنجليزية)
- جيم أبراهامز على موقع ألو سيني (الفرنسية)
- جيم أبراهامز على موقع ميوزك برينز (الإنجليزية)
- جيم أبراهامز على موقع أول موفي (الإنجليزية)
- جيم أبراهامز على موقع بوكس أوفيس موجو (الإنجليزية)
- جيم أبراهامز على موقع قاعدة بيانات الأفلام السويدية (السويدية)
- جيم أبراهامز على موقع إن إن دي بي (الإنجليزية)
- جيم أبراهامز على موقع ديسكوغز (الإنجليزية)
- جيم أبراهامز على موقع قاعدة بيانات الفيلم (الإنجليزية)